# Dioscorea minutiflora
Dioscorea minutiflora là một loài thực vật có hoa trong họ Dioscoreaceae. Loài này được Engl. mô tả khoa học đầu tiên năm 1886.